# Президентські вибори в США 2020 (Юта)
Президентські вибори 2020 року в штаті Юта відбулися 3 листопада 2020 року в рамках президентських виборів у США, у яких брали участь усі 50 штатів і округ Колумбія.. Юта обрала президентських виборників, які, своєю чергою, обрали нового президента і віцепрезидента США через колегію виборників. Цей процес відомий як непрямі вибори, коли виборці голосують за делегата на з'їзд політичної партії, який потім, у свою чергу, обирає кандидата в президенти від своєї партії. Юта мала шість голосів виборців у Колегії виборців.
Основними двопартійними кандидатами стали чинний президент від Республіканської партії Дональд Трамп і колишній віцепрезидент від Демократичної партії Джо Байден. Дональд Трамп виграв вибори в штаті Юта, набравши 58,13 % голосів. Джо Байден отримав 37,65 % голосів.